# Resolução 30 do Conselho de Segurança das Nações Unidas
Resolução 30 do Conselho de Segurança das Nações Unidas, aprovada em 25 de agosto de 1947, após ter aprendizado do desejo de ambos os Países Baixos e os nacionalistas indonésios da Revolução Nacional da Indonésia em conformidade com a Resolução 27 do Conselho de Segurança das Nações Unidas, o Conselho solicitou que cada um de seus membros chame um agente diplomático de Batávia para instruí-los na situação.
Foi aprovada com 7 votos, com 4 abstenções da Colômbia, Polônia, União Soviética e Reino Unido.